# Nekropole von Ceuró
Die Nekropole von Ceuró besteht aus drei rechteckigen mittelneolithischen (3500 und 2500 v. Chr.) Steinkisten. Die Nekropole befindet sich etwa einen Kilometer südöstlich des Dorfes Ceuró, westlich von Castellar de la Ribera in der Comarca Solsonès in der Provinz Lleida in Katalonien in Spanien.

## Steinkiste 1
Die Steinkiste 1 hat einen Grundriss von etwa 1,6 × 0,8 m und ist innen etwa 0,65 m hoch. Sie besteht aus zwei seitlichen Plattenpaaren und wird von einer nach Nordosten gerichtete Platte verschlossen. Sie ist von einer Platte bedeckt, die sich wahrscheinlich in situ befindet, obwohl sie wahrscheinlich bei Bestattungen entfernt wurde.

## Steinkiste 2
Die Steinkiste 2 hat einen Grundriss von etwa 2,3 × 0,6 m und ist innen etwa 0,8 m hoch. Sie besteht aus einer nach Osten gerichteten Platte, drei nach Süden gerichteten Platten und der nach Westen gerichteten vierten Platte, die den Eingang verschließt. Der östliche Teil der Deckenplatte ist erhalten.

## Steinkiste 3
Die Steinkiste 3 hat einen Grundriss von etwa 0,95 × 0,9 m und ist innen etwa 0,8 m hoch. Sie besteht aus vier vertikalen Seitenplatten und der Abdeckplatte.

Nekropole von Ceuró
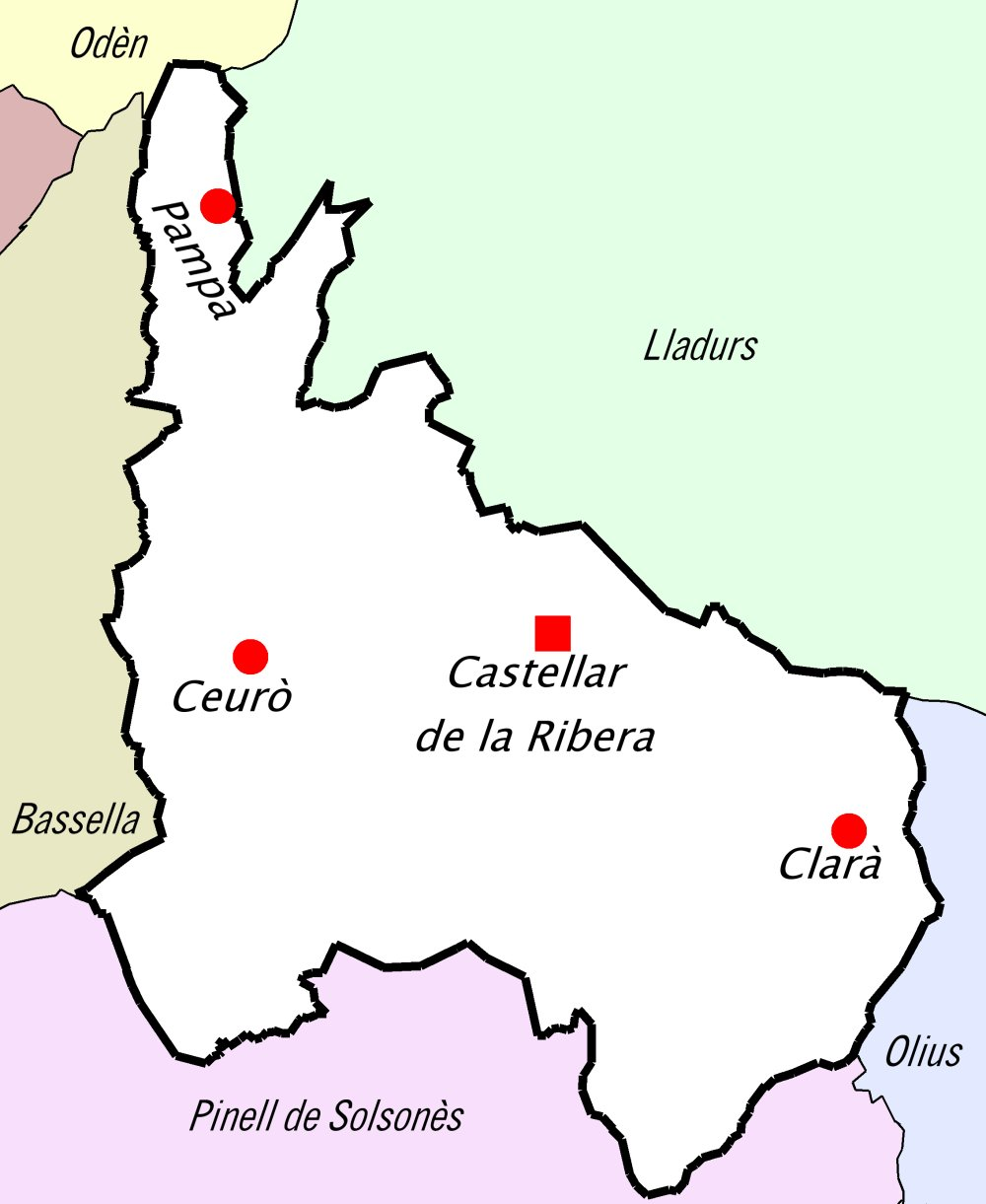
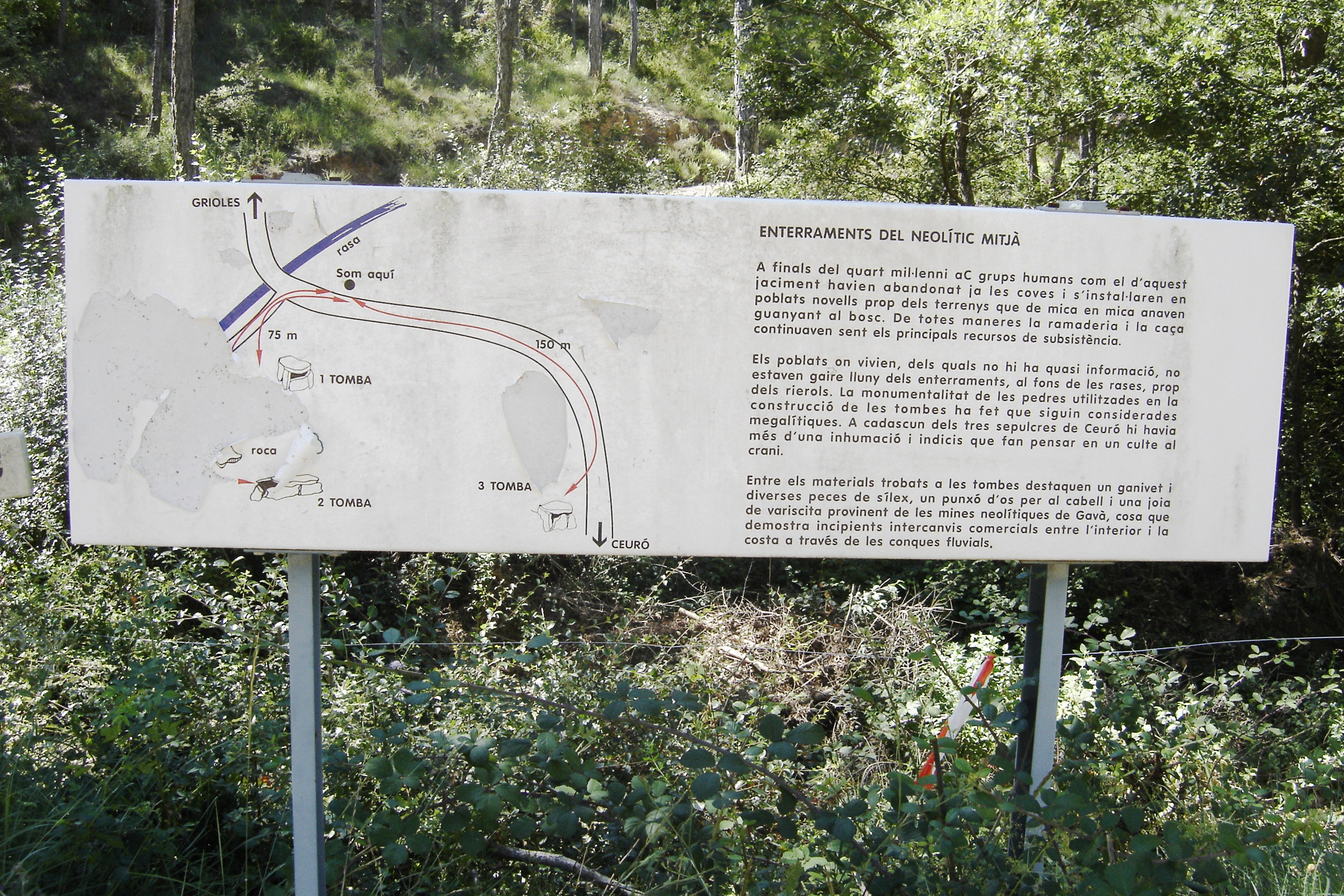
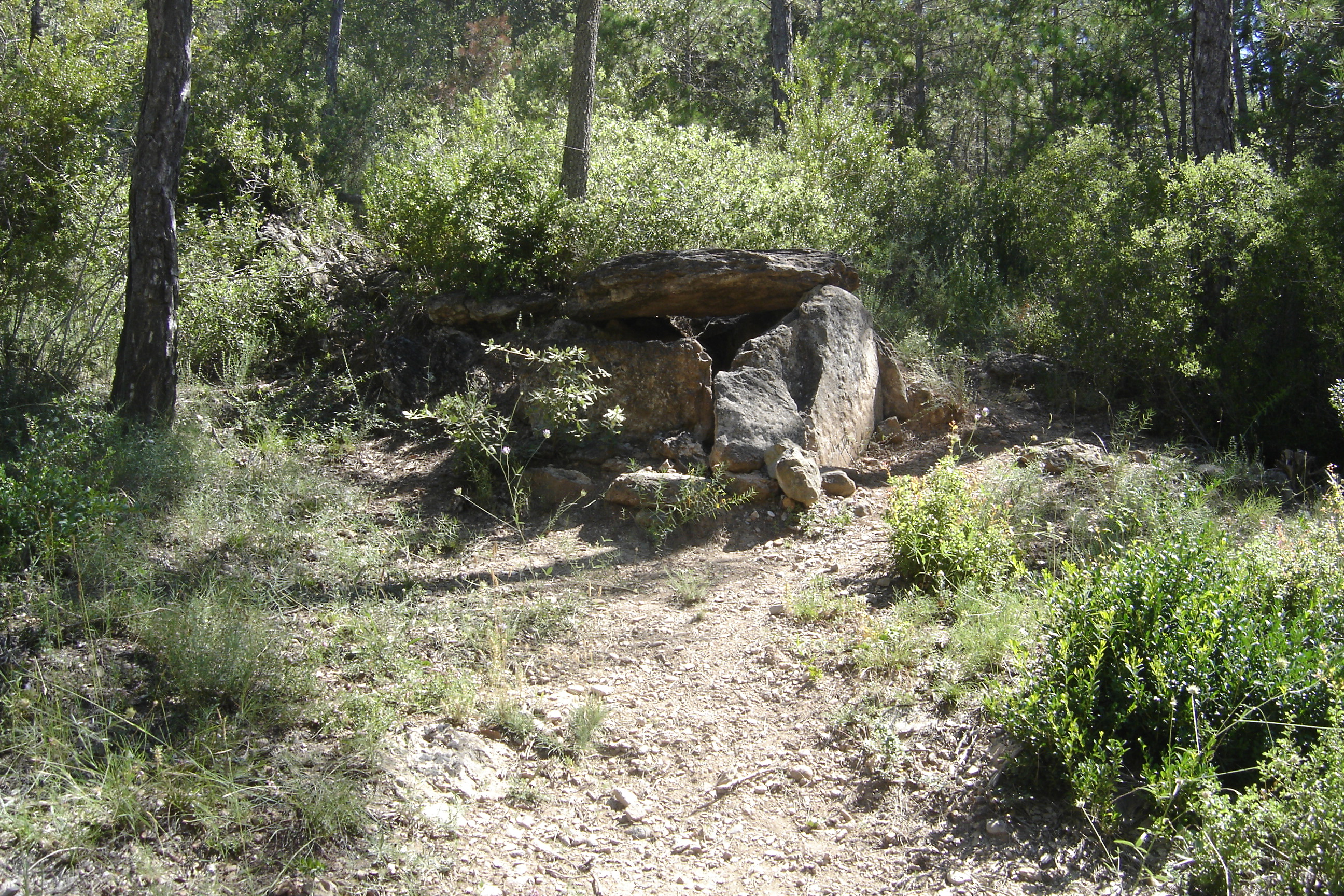